# Joseph Brue
Pour les articles homonymes, voir Brue.
Joseph Louis Michel Brüe, né le 16 mars 1782 à Moka (Île Maurice) et mort le 19 février 1843 à Saint-Malo, est un marin français qui rejoignit l'expédition vers les Terres australes que conduisait Nicolas Baudin lors de l'escale de cette dernière à l'Île-de-France en mars-avril 1801. Il poursuivit ensuite une carrière d'administrateur colonial.

## Biographie
Il rejoint l'expédition Baudin à l'âge de dix-huit ans. Embarqué à bord du Naturaliste en tant qu'aspirant de première classe, il passe à bord du Géographe à Timor le 29 octobre 1801 puis rembarque à bord du premier navire à Port Jackson le 3 novembre 1802. Il est blessé par un Aborigène durant ce voyage d'exploration scientifique.
Il poursuit ensuite une carrière de fonctionnaire et devient préfet de Saint-Pierre-et-Miquelon du 28 mai 1828 au 10 septembre 1839.
Il est le frère du général Jean-Louis Brue (1780-1851).

## distinctions
- Légion d'honneur
  - chevalier de la Légion d'honneur le 4 mai 1813
  - officier de la Légion d'honneur le 2 novembre 1814.

## Sources
- Ressource relative à la vie publique :   - base Léonore
- « Cote LH/377/55 », base Léonore, ministère français de la Culture